# 生き残った6人によると
『生き残った6人によると』（いきのこったろくにんによると）は山本和音による日本の漫画。『ハルタ』（KADOKAWA）にて、Vol.76からVol.119まで連載された。
毎日放送・TBSの「ドラマイズム」枠にてテレビドラマ化され、2022年8月10日から9月14日まで放送された。

## 登場人物
水上 梨々（みずかみ りり）
本作の主人公。房総高校ソフトボール部。ジャージに眼鏡の出で立ち。
樫本 ビースト（かしもと ビースト）
YouTuber。20歳。金髪ツインテール。
村濱 雫（むらはま しずく）
ベジタリアン。25歳。
れんれん
会社経営者。自称25歳。
平坂 亮（ひらさか りょう）
登山家。23歳。
入江 神（いりえ じん）
フリーター。19歳。
柏 正太郎（かしわ しょうたろう）
丸刈りの東大生。ショッピングモールを抜け出すが、後にゾンビとして再登場。
最上 紗奈（もがみ さな）
現役モデル。23歳。

## 書誌情報
- 山本和音『生き残った6人によると』KADOKAWA 〈ハルタコミックス〉、全7巻
  1. 2021年9月15日発売[1][4]、ISBN 978-4-04-736638-1
  2. 2021年10月15日発売[5]、ISBN 978-4-04-736770-8
  3. 2022年5月13日発売[6]、ISBN 978-4-04-737051-7
  4. 2022年12月15日発売[7]、ISBN 978-4-04-737181-1
  5. 2023年7月14日発売[8]、ISBN 978-4-04-737482-9
  6. 2024年4月15日発売[9]、ISBN 978-4-04-737936-7
  7. 2024年12月13日発売[10]、ISBN 978-4-04-738104-9

## テレビドラマ
2022年8月10日（9日深夜）から9月14日（13日深夜）まで毎日放送・TBSの「ドラマイズム」枠にて放送された。主演は桜田ひより。全6話。

### キャスト

#### 主要人物
水上梨々（みずかみ りり）
演 - 桜田ひより

れんれん
演 - 佐野玲於（GENERATIONS）

村濱雫（むらはま しずく）
演 - 中村ゆりか

入江神（いりえ じん）
演 - 倉悠貴

樫本ビースト（かしもと ビースト）
演 - 髙石あかり

最上紗奈（もがみ さな）
演 - 八木アリサ

柏正太郎（かしわ しょうたろう）
演 - 田中光輔

松倉明美（まつくら あけみ）
演 - 佐々木舞香（=LOVE）　
ドラマオリジナルキャラクター。梨々のクラスメートで同じソフトボール部の部員でもある。ゾンビと化した後、面識のない男性に襲われて死亡。
幻影として半ばゾンビと化した紗奈を殺せずにいた梨々の前に現れ、梨々を励ました後に天国へ旅立った（第5話）。
平坂亮
演 - 大貫勇輔

### スタッフ
- 原作 - 山本和音『生き残った6人によると』（KADOKAWA『ハルタコミックス』刊）
- 監督・脚本 - 二宮健[3]
- 音楽 - 原田智英
- オープニング主題歌 - FEMM「THE SIX」（FEMM's Agency Syndicate）[11]
- エンディング主題歌 - LOONA「SICK LOVE Performed by ODD EYE CIRCLE+」（UNIVERSAL MUSIC JAPAN/Mercury Tokyo）[11]
- プロデューサー - 上浦侑奈（毎日放送）、瀬島翔（スタジオブルー）[3]
- 制作 - スタジオブルー[3]
- 製作 -「生き残った6人によると」製作委員会、毎日放送

### 放送日程
| 話数   | 放送日  |
| ------ | ------- |
| 第1話  | 8月10日 |
| 第2話  | 8月17日 |
| 第3話  | 8月24日 |
| 第4話  | 8月31日 |
| 第5話  | 9月7日  |
| 最終話 | 9月14日 |

### 放送局
| 放送期間                | 放送時間                     | 放送局    | 対象地域   | 備考   |
| ----------------------- | ---------------------------- | --------- | ---------- | ------ |
| 2022年8月10日 - 9月14日 | 水曜 0:59 - 1:29（火曜深夜） | 毎日放送  | 近畿広域圏 | 製作局 |
|                         | 水曜 1:28 - 1:58（火曜深夜） | TBSテレビ | 関東広域圏 |        |

### ネット配信
| 配信開始月 | 配信サイト    | 配信料金     | 備考       |
| ---------- | ------------- | ------------ | ---------- |
| 2022年8月  | TVer          | 広告付き無料 | 見逃し配信 |
| 2022年8月  | MBS動画イズム | 広告付き無料 | 見逃し配信 |
| 2022年8月  | Hulu          | 定額制有料   |            |

| 毎日放送・TBS ドラマイズム | 毎日放送・TBS ドラマイズム | 毎日放送・TBS ドラマイズム            |
| 前番組                     | 番組名                     | 次番組                                |
| -------------------------- | -------------------------- | ------------------------------------- |
| ロマンス暴風域             | 生き残った6人によると      | 闇金ウシジマくん外伝 闇金サイハラさん |